# Sophie (artista)
Sophie Xeon (Glasgow, Escocia, 17 de septiembre de 1986-Atenas, 30 de enero de 2021), o simplemente Sophie (estilizado como SOPHIE), fue una cantante, compositora, música, productora y DJ británica, caracterizada por su estilo «sintetizado» y «electrónico» en el pop. Participó en la composición y producción de canciones de artistas como Charli XCX, Vince Staples, Kim Petras y Madonna, entre otros. Además, colaboró con la discográfica experimental PC Music y junto al productor A. G. Cook. Se dio a conocer gracias a sus sencillos «Bipp» (2013) y «Lemonade» (2014), los cuales fueron más tarde recopilados junto a otros en Product (2015). Su primer álbum de estudio, Oil of Every Pearl's Un-Insides, se lanzó en 2018 y fue aclamado por la crítica especializada, e incluso le valió una nominación al Premio Grammy a Mejor Álbum Dance/de Música Electrónica. Sophie falleció en enero de 2021 tras una caída accidental en Atenas, Grecia.

## Biografía

### Inicios
Nació el 17 de septiembre de 1986 en Glasgow (Escocia), donde creció. Su interés por la música comenzó cuando era pequeña; su padre reproducía casetes de música electrónica. A los nueve años, comenzó a escribir sus propias canciones e incluso les preguntó a sus padres si podía abandonar la escuela para ser productora musical; finalmente continuó sus estudios. En su adolescencia siguió componiendo canciones, y hasta llegó a prometerse a sí misma que «No saldría de su habitación hasta hacer un álbum». En ese periodo aprendió a ser DJ y productora.
Comenzó su carrera musical en una banda llamada Motherland, y más tarde colaboró con artistas del sello PC Music, como A. G. Cook y Danny L. Harle.
En 2013 publicó su primer sencillo, «Nothing More To Say», que se comprendía de «Vox», «Dub» y «Eeehhh». Tiempo después lanzó el sencillo «Bipp», el cual se llevó la atención de la crítica especializada, e incluso Pitchfork la clasificó al puesto 56 de las mejores pistas del periodo 2010-2014. Además, en 2014 lanzó el también sencillo «Lemonade»; canción que fue parte de una campaña publicitaria de McDonald's.

### 2015-2017:Producty colaboraciones
En 2015, Sophie confirmó una colaboración con Charli XCX, y tiempo después se reveló que supuestamente estarían trabajando en un próximo álbum de estudio para la cantante. Finalmente, en noviembre de ese mismo año, se publicó su álbum recopilatorio titulado Product, incluyendo nuevos cuatro sencillos entre los que se encontraron «MSMSMSM» o «Vyzee». «Just Like We Never Said Goodbye» fue publicado como sencillo el 15 de octubre.
En febrero de 2016, Charli XCX lanzó su EP «Vroom Vroom» producido por Sophie. A finales de 2016, Sophie también participó en la producción del sencillo «After the Afterparty», como un teaser al próximo álbum de XCX, que fue acompañada por la voz de Lil Yachty y que incluso contó con cameos de Sophie en el videoclip oficial del sencillo.
En 2017 colaboró con el productor Cashmere Cat y apareció con Camila Cabello en «Love Incredible» y con MØ en «9 (After Coachella)».

### 2017-2021:Oil of Every Pearl's Un-Insides
En octubre de 2017, regresó después de casi dos años sin actividad en solitario a lanzar el primer sencillo de su próximo álbum, «It's Okay to Cry», en la primera canción en la que usó su voz y su imagen en su trabajo. Posteriormente le reveló a la prensa acerca de ser una mujer transgénero. Más adelante hizo su debut en televisión, donde estreno canciones recientemente grabadas como «Ponyboy», la que fue el próximo sencillo que sería estrenado el 7 de diciembre de 2017 junto a un videoclip autodirigido. El tercer sencillo del álbum fue publicado el 16 de febrero del 2018 y el videoclip el 4 de abril del mismo año. Oil of Every Pearl's Un-Insides fue lanzado el día 15 de junio de 2018 bajo el propio sello discográfico de Sophie, MSMSMSM.
Oil of Every Pearl's Un-Insides fue catalogado como uno de los mejores álbumes del 2018 según Pitchfork Media, Metacritic y The Guardian, entre otros. Incluso, fue nominado al Grammy por Mejor Álbum Dance/de Música Electrónica.

## Fallecimiento
Falleció alrededor de las 4 a. m. del 30 de enero de 2021, a los 34 años, en el Hospital General Universitario «Attikon» en Atenas, Grecia. Un alto funcionario de la policía de Atenas confirmó que Sophie se tropezó y cayó accidentalmente desde la azotea de un edificio de tres pisos mientras intentaba tomar una fotografía de la luna llena, y que una investigación sobre la caída se encontraba en curso. Su pareja declaró que «la policía y los bomberos tardaron unos 90 minutos en sacarla» y llevarla al hospital en donde  falleció. Artistas como Charli XCX, FKA Twigs, Rina Sawayama, Rihanna, Sam Smith, Grimes, Jack Antonoff, Vince Staples, Arca, Christine and the Queens, Danny L Harle, Finneas y Flying Lotus, entre otros, expresaron sus condolencias.

## Trabajos póstumos
El 4 de junio de 2021, el hermano de Sophie, Benny Long, anunció planes de publicar algunos de sus trabajos inéditos. Tres años más tarde, el 21 de junio de 2024, mediante el canal de Youtube de Sophie, se publica un video de más de una hora de duración con la fecha de 24 de junio de 2024 en los husos horarios de cinco ciudades: Londres, Berlín, Los Ángeles, Nueva York y Sídney. Además,la familia público en las redes sociales de Sophie el mensaje del anuncio del álbum. El álbum fue publicado el 27 de septiembre de 2024 y lleva como título Sophie.

Cuando nosotros, la familia de Sophie, dimos nuestros primeros pasos para hacer realidad este proyecto, nos pusimos en contacto con los queridos amigos con quienes ella imaginó el álbum. Escribimos: "Hemos encontrado consuelo en la música que Sophie nos dejó, es un regalo que realmente apreciamos mientras intentamos encontrar un camino a seguir, con Sophie para siempre en el centro de nuestros mundos". Sophie no solía hablar públicamente de su vida privada y prefería poner todo lo que quería expresar en su música. Se siente bien compartir con el mundo la música que esperaba lanzar, con la creencia de que todos podemos conectarnos con ella en esta, la forma que más amaba. Sophie se entregó por completo a su música. Es aquí donde siempre se la puede encontrar.

— La familia de Sophie 

## Sonido e imagen
Sophie utilizó principalmente el sintetizador-secuenciador Elektron Monomachine y la estación de trabajo de audio digital, Ableton Live, para crear música. Además de las voces, Sophie creó sonidos sintetizados a partir de formas de onda elementales utilizando Monomachine, evitando el uso de muestras. Comparando la construcción de una pista con la construcción de una escultura a partir de diferentes materiales, sintetizó sonidos que se asemejan a "látex, globos, burbujas, metal, plástico [y] elástico".
Tiny Mix Tapes describió su producción como "metal líquido o tal vez el ruido equivalente a la geometría no euclidiana". AllMusic escribió que las "producciones sofisticadas e hipercinéticas" de Sophie presentan una "cualidad surrealista y descaradamente artificial", que generalmente utilizan voces femeninas agudas además de "texturas azucaradas de sintetizador y ritmos extraídos de estilos de música dance underground", así como " diseño de sonido experimental."
En una entrevista a Billboard, Sophie contó que el género musical producido era "publicidad". Variety y The New York Times describieron su trabajo como pionero del estilo de la década de 2010 conocido como "hyperpop".
Las primeras imágenes de Sophie provinieron de una serie de imágenes coloridas descritas como "Cocina molecular casera"; y la portada de los sencillos a menudo representaba objetos hechos de plástico u otros materiales industriales, una idea que se originó a partir de conversaciones con su compañero, John Roberts.

## Legado
El 16 de junio de 2021, la Unión Astronómica Internacional anunció que el planeta menor 1980 RE1 recibió el nombre permanente Sophiexeon.
El 17 de septiembre de 2024, un Doodle de Google conmemoró el que habría sido el 38 cumpleaños de Sophie. Un vídeo adjunto subido a YouTube Shorts, titulado "Celebrating Sophie Xeon", utiliza su tema Immaterial de su primer álbum de estudio Oil of Every Pearl's Un-Insides.

## Discografía
Álbumes
- 2015: Product
- 2018: Oil of Every Pearl's Un-Insides
- 2024: Sophie (póstumo)

Álbumes remixes
- 2019: Oil of Every Pearl's Un-Insides Non-Stop Remix Album

## Premios y nominaciones
| Premio                       | Año  | Nominado                                             | Categoría                       | Resultado | Ref.          |
| ---------------------------- | ---- | ---------------------------------------------------- | ------------------------------- | --------- | ------------- |
| AIM Independent Music Awards | 2018 | Sophie                                               | UK Breakthrough of the Year     | Nominada  | [ 45 ] [ 46 ] |
| AIM Independent Music Awards | 2018 | Sophie                                               | Innovator Award                 | Ganadora  | [ 45 ] [ 46 ] |
| AIM Independent Music Awards | 2018 | Oil of Every Pearl's Un-Insides                      | Independent Album of the Year   | Nominada  | [ 45 ] [ 46 ] |
| AIM Independent Music Awards | 2020 | Oil of Every Pearl's Un-Insides Non-Stop Remix Album | Best Creative Packaging         | Nominada  | [ 47 ]        |
| AIM Independent Music Awards | 2021 | "Sweat" (Sophie Remix)                               | Best Independent Remix          | Nominada  | [ 48 ]        |
| Grammy Awards                | 2019 | Oil of Every Pearl's Un-Insides                      | Mejor álbum dance o electrónico | Nominada  | [ 49 ]        |
| Libera Award                 | 2019 | Oil of Every Pearl's Un-Insides                      | Best Dance/Electronic Album     | Nominada  | [ 50 ]        |
| Q Awards                     | 2018 | Sophie                                               | Best Solo Artist                | Nominada  | [ 51 ]        |